# Porcupine (Dakota Południowa)
Porcupine – jednostka osadnicza w Stanach Zjednoczonych, na południowo-zachodnim stanie Dakota Południowa, w hrabstwie Shannon. Leży na terenie rezerwatu Pine Ridge. Według spisu ludności w 2000 r. miejscowość zamieszkiwało 407 osób, 98,28% z nich stanowią rdzenni Amerykanie.
W Porcupine mieści się siedziba nieuznawanej Republiki Lakockiej.